# Antoine-Philippe Progin
Antoine-Philippe Progin, né à Misery le 10 juin 1833 et mort à Fribourg le 15 mars 1871, est un haut fonctionnaire fribourgeois, chancelier d’État de 1867 à 1871.

## Biographie
Il est membre du Parti libéral-conservateur. 

## Source et référence
- Georges Andrey, John Clerc, Jean-Pierre Dorand et Nicolas Gex, Le Conseil d’État fribourgeois : 1848-2011 : son histoire, son organisation, ses membres, Fribourg, Éditions de la Sarine, 2012,  (ISBN 978-2-88355-153-4)